# Bismutoxidnitrat
Bismutoxidnitrat (Bismutum subnitricum) ist eine chemische Verbindung aus der Gruppe der Nitrate.

## Gewinnung und Darstellung
Bismutoxidnitrat kann aus Bismut(III)-nitrat-Hydrat durch Erhitzen oder Auflösen in reinem Wasser gewonnen werden. Es ist im Gegensatz zu anderen Nitraten nur schlecht in Wasser löslich.

## Verwendung
Bismutoxidnitrat findet (wie andere Bismutverbindungen) als Reserve-Medikament gegen Magen-Darm-Geschwüre Verwendung, da es die Abheilung von Geschwüren und die Eradikation des Erregers Helicobacter pylori fördert. Die Anwendung erfolgt als sogenannte Quadruple-Therapie, eine Kombinationstherapie aus einem Protonenpumpenhemmer und einer klassischen Bismut-Triple-Therapie (Bismut-Salz, Tetracyclin, Metronidazol).
Es ist auch ein Bestandteil des Dragendorff-Reagenz, das aus Bismutoxidnitrat, Weinsäure und Kaliumiodid besteht.